# Stanisław Bałuk
Stanisław Bałuk (ur. 18 sierpnia 1887 w Podgórzu (Kraków), zm. 3 lipca 1975 w Bieździedzy) – polski ksiądz katolicki, dziekan brzostecki, prałat, szambelan papieski.

## Życiorys
W latach 1897–1905 uczęszczał do gimnazjum najpierw w Podgórzu, następnie w Rzeszowie. W latach 1905–1908 studiował na Wydziale Prawa Uniwersytetu Jagiellońskiego w Krakowie. Po uzyskaniu tytułu magistra prawa rozpoczął studia teologiczne w Wyższym Seminarium Duchownym w Przemyślu. Otrzymał święcenia kapłańskie 29 czerwca 1913 roku. W okresie okupacji hitlerowskiej wspierał swoich parafian. W trakcie wysiedlenia w 1944 roku przebywał na plebanii w Bączalu Dolnym, gdzie dał mu schronienie ówczesny proboszcz bączalski ks. Florian Zając zaangażowany w walkę z okupantem. Jako absolwent prawa pomagał w sprawach sądowych oraz w kontaktach z miejscowymi władzami. Znał język niemiecki, stąd też w okresie okupacji był wykorzystywany jako tłumacz. Pochowany na cmentarzu w Bieździedzy.

## Praca duszpasterska
- 1913-1916 – Leżajsk
- 1916-1917 – Borek Stary
- 1917-1920 – Dobrzechów
- 1920-1927 – Baligród
- 1927-1969 – Bieździedza

## Pełnione funkcje
- 8 lutego 1934 – wicedziekan brzostecki
- 9 kwietnia 1952 – dziekan
- 13 kwietnia 1955 – proboszcz konsultor i prałat
- 4 stycznia 1971 – zrezygnował z funkcji dziekana (stan zdrowia)
- szambelan papieski: Piusa XII, Jana XXIII, Pawła VI